# Erik Hand
Erik Hand, död 30 augusti 1632 i Ingolstadt, var en svensk militär och häradshövding. Han var sonson till Knut Håkansson (Hand).

## Biografi
Erik Hand var son till fogden Håkan Knutsson och Virginia Eriksdotter. Han tjänstgjorde som page hos Johan Albrekt II av Mecklenburg-Güstrow och tjänstgjorde därefter i Moritz av Oraniens livgarde. 1615 var han löjtnant vid Smålands fotfolk och utmärkte sig samma år under striderna mot Ryssland. 1616-1620 var Erik Hand häradshövding i Uppvidinge härad och blev 1617 löjtnant och 1618 kapten vid drabantkompaniet och utmärkte sig under striderna mot Polen 1617-1618. Han åtföljde som drabantofficer Gustav II Adolf under dennes friarresa till Tyskland 1620.
År 1621 blev Erik Hand major vid Mansfelds regemente, hovregementet. Med detta deltog han i Rigas erövring och låg sedan under flera år i garnison där. År 1625 befordrades Hand till överstelöjtnant vid Östgöta landsregemente och var 1625-1628 chef för en skvadron ryttare för Östergötland, Jönköpings län och Kåkinds härad. Han blev 1628 överste och chef för ett fältregemente för Jönköpings län. Under fälttåget i Preussen 1626-1627 låg han med sitt förband i garnison i Marienburg. Efter ett längre besök i Sverige 1628 då hans skvadron omorganiserades till regemente återvände han till Preussen där han förlades med sina trupper till Dirschau. Under tiden där drabbades trupperna av stora förluster på grund av sjukdomar. I augusti 1629 efterträdde han Johan Banér som chef över dennes östgötska regemente i Danziger-Haupt.
1630 blev han chef för det nyuppsatta Östgöta fotregemente och var under ett och ett halvt år sysselsatt med organiserandet av regementet hemma i Sverige. Han följde därefter regementet till Tyskland och kom sommaren 1631 till Stettin, där han anslöt sig till Gustaf Horns armé vid Oder och följde den till föreningen med kungens huvudarmé vid Elbe. I Slaget vid Breitenfeld förde han befälet över en av de fyra brigaderna i första träffen. Brigaden, som aldrig kom i direkt strid, berömdes dock av Gustaf Horn för att med tapperhet stått emot artilleribeskjutningen från fienden. Hands regemente följde därefter Gustav II Adolf till Würzburg och stannade där under Gustaf Horns befäl sedan huvudarmén tågat vidare. I mars 1632 återförenades Hand och hans regemente åter med huvudarmén i Kitzingen. Här bildade under Erik Hands ledning Svenska brigaden, som förutom Östgötska fotoregementet bestod av Dalregementet och en del uppländska trupper, totalt omkring 1.200 man. Under det fortsatta fälttåget utmärkte sig brigaden under övergången av Lech och operationerna kring Ingolstadt och München. I juni 1632 ingick den något decimerad i huvudarmén då den ankom till Nürnberg. I slaget vid Alte Veste sårades Hand svårt, tillfångatogs och avled kort därefter i fångenskapen.